# Gold Cobra
A Gold Cobra a Limp Bizkit együttes hatodik stúdióalbuma, amely 2011-ben jelent meg az Interscope kiadónál.
Számlista:
- 1. Introbra
- 2. Bring It Back
- 3. Gold Cobra
- 4. Shark Attack
- 5. Get a Life
- 6. Shotgun
- 7. Douche Bag
- 8. Walking Away
- 9. Loser
- 10. Autotunage
- 11. 90.2.10
- 12. Why Try
- 13. Killer in You
- 14. Back Porch (Nemzetközi Deluxe Verzió)
- 15. My Own Cobain (Nemzetközi Deluxe Verzió)
- 16. Angels (Nemzetközi Deluxe Verzió)
- 17. Middle Finger (Amerikai Deluxe Verzió)
- 18. Los Angeles (Európai Deluxe Verzió)
- 19. Combat Jazz (Japán Deluxe Verzió)

Közreműködött:
- Fred Durst – énekes, dalszövegíró, producer
- Wes Borland – gitár, borítótervező
- Sam Rivers – basszusgitár
- John Otto – dob
- DJ Lethal – lemezlejátszó, billentyű, effekt, programozás, hangzásjavítás